# Kawari Kabuto
Der Kawari Kabuto ist eine besondere Form des Kabuto-Helm, der von japanischen Samurai zu ihrer Rüstung (Yoroi) getragen wurde. Kawari bedeutet so viel wie „unüblich geformt“. Diese Helme trugen meist eine sehr aufwändige Helmzier, und wichen dadurch von der üblichen Form des Kabuto ab. Sehr häufig sind die Kawara mit einer zusätzlichen Gesichtsmaske (jap. Men-yoroi (面鎧)) ausgestattet, die sowohl komplett über das ganze Gesicht (jap. Sōmen), oder als Halbmaske (jap. Mempō) ausgelegt sein konnte.
Die Kawari-Kabuto sind erstmals seit dem 16. Jahrhundert, während der späten Muromachi-Zeit (1392–1573) belegt. Es ist anzunehmen, dass so ein individuell gestalteter, unverwechselbarer Helm als persönliches Erkennungszeichen für diese Elite der Kriegerkaste diente, um auf den Schlachtfeldern inmitten von Tausenden von Kämpfern den Feldherren zu ermöglichen, Freund von Feind zu unterscheiden. 
Sie waren auch Ausdruck des persönlichen Geschmacks und des jeweiligen Naturells des Trägers. Sie wurden auch zu offiziellen Anlässen wie Staatsempfängen, oder religiösen Zeremonien getragen. Die Samurai bevorzugten oft kraftvolle und symbolische Designs, die von der Natur inspiriert waren.

## Beschreibung
Der Kawari Kabuto besteht aus Eisen sowie aus verschiedenen anderen Materialien wie Pappmaché (jap. Harinuke), Leder und anderen. Der Helm besteht aus einer Kalotte, die mit einem Augenschutz ausgestattet ist. Auf dieser Basis wird mit der Hilfe der erwähnten Materialien ein Helm aufgebaut, der in unterschiedlichster Weise gestaltet ist. Als Vorbilder dienen verschiedenste Tiere, Muscheln, Gegenstände usw. Mit Lacken oder auch mit Auflagen aus Edelsteinen oder Vergoldung werden diese Helme sehr prunkvoll und auffällig gestaltet. Die so gearbeiteten Helme zählen zu den schönsten, die in Japan hergestellt wurden. Im Gegensatz zu den europäischen Prunkhelmen sind diese Helme aber fast immer für den Kampf geeignet, da die Verzierungen nur eine Fassade sind. Die Kawari Kabuto sind heutzutage ein gesuchtes Sammelobjekt und eine Wertanlage.

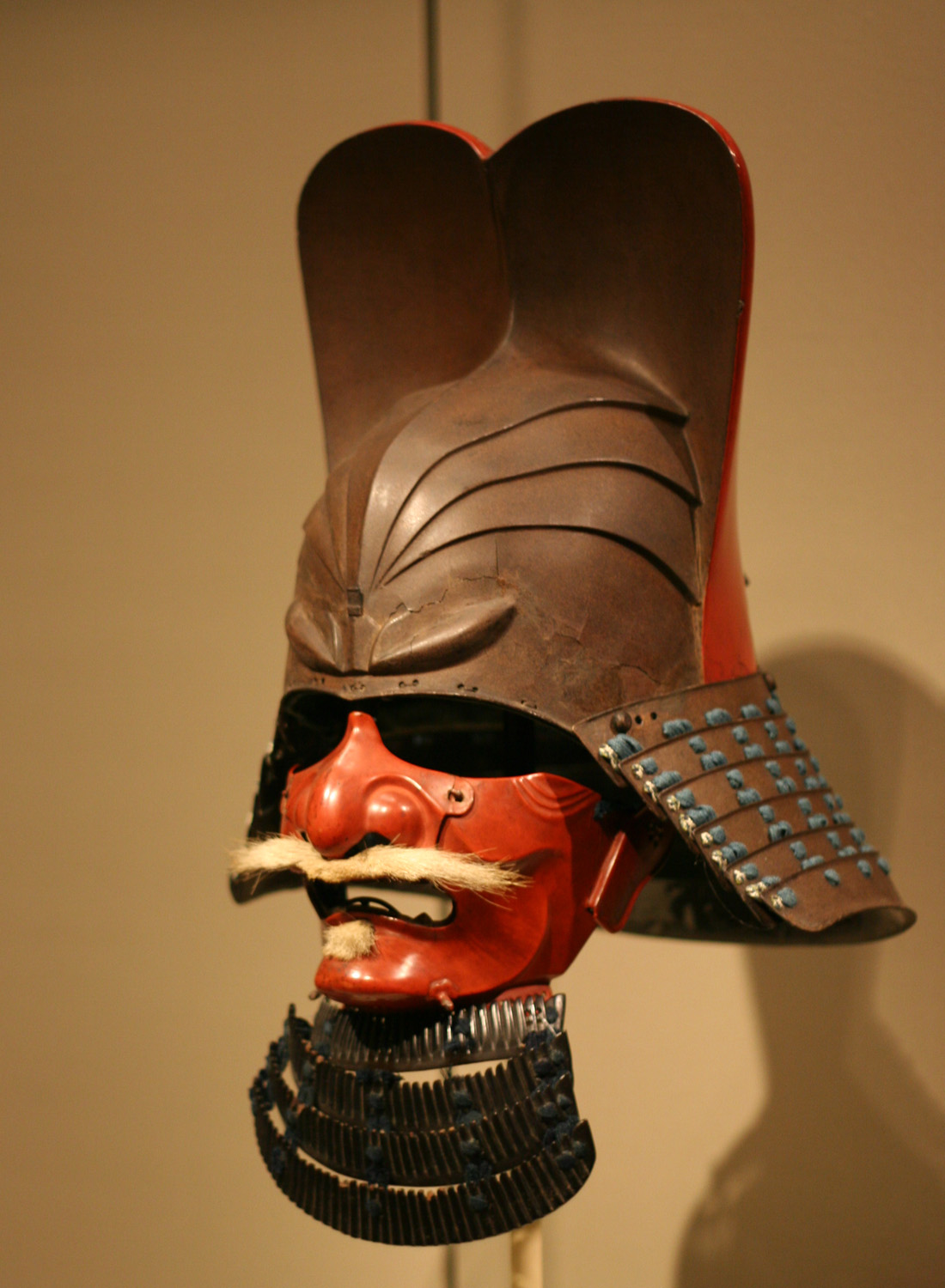
Kawara Kabuto (ungefähr 1615 – 50) ausgestellt im Asian Art Museum in San Francisco
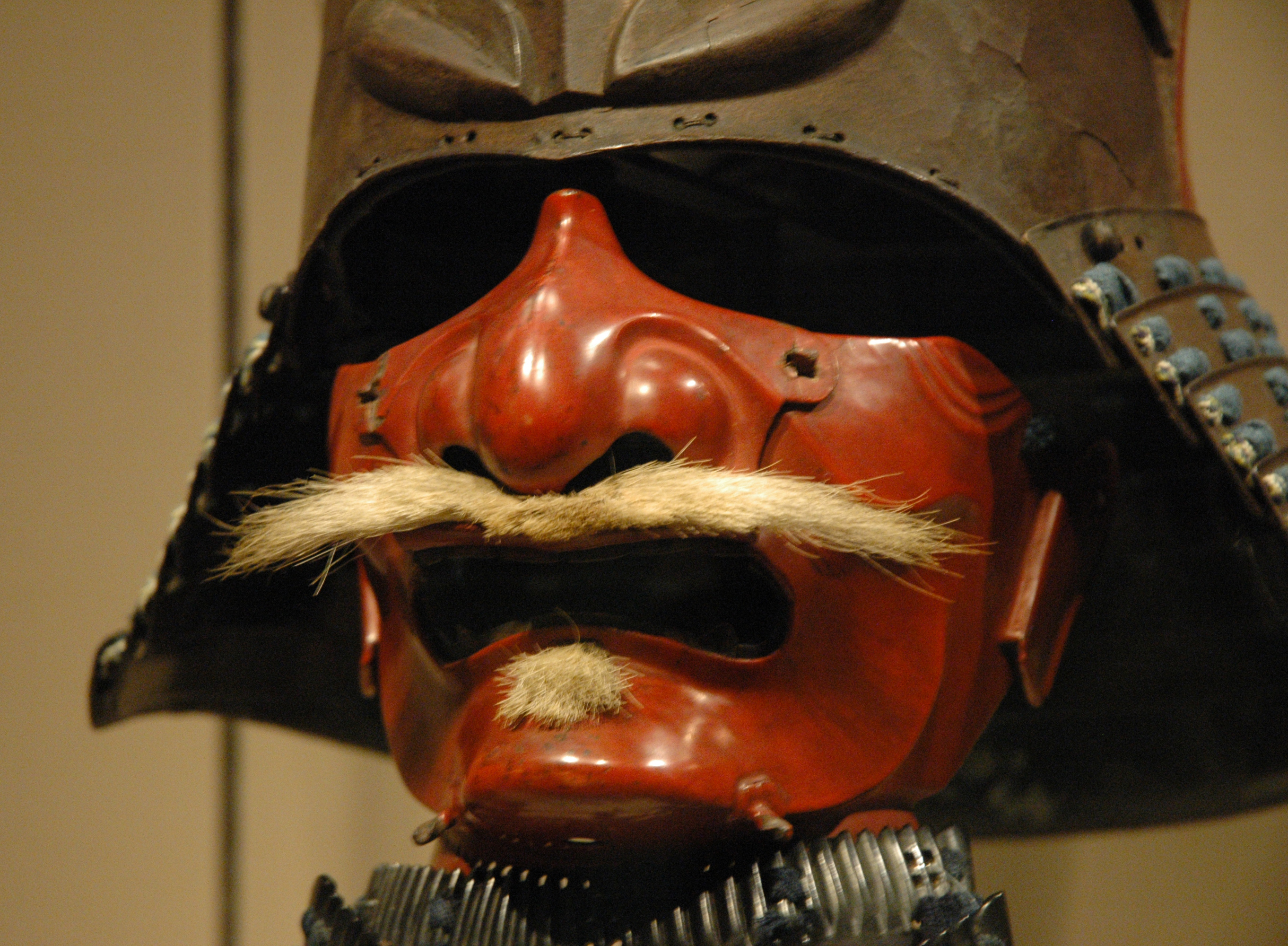
Die Gesichtsmaske (jap. Mempō) im Detail